# Gundahalli(B), Sedam
Gundahalli(B) là một làng thuộc tehsil Sedam, huyện Gulbarga, bang Karnataka, Ấn Độ.